# Eupropolella oxycocci
Eupropolella oxycocci är en svampart som tillhör divisionen sporsäcksvampar, och som först beskrevs av John Dearness och Cash, och fick sitt nu gällande namn av Birgitta Eriksson. Eupropolella oxycocci ingår i släktet Eupropolella, och familjen Dermateaceae. Arten är reproducerande i Sverige.